# Ruby (cântăreață)
Ana Claudia Grigore (n. 28 ianuarie 1989, Medgidia), cunoscută sub numele de scenă Ruby, este o cântăreață din România.

## Biografie
Ana Claudia Grigore s-a născut în Medgidia pe 28 ianuarie 1989; are un frate mai mic pe nume Andrei. A absolvit liceul de muzică „Dinu Lipatti”, secția Arta Actorului, după care a lucrat în domeniul jurnalismului, fiind redactor la două reviste; în prezent este studentă la facultatea de Jurnalism.
Ruby și-a ales numele de scenă după un cântec al formației engleze Kaiser Chiefs. A susținut primul ei concert într-un club din Germania, devenind prima interpretă română care s-a lansat în străinătate. Primul ei disc single, încadrat în genul muzicii de club, „Touch Me” (2010), s-a bucurat de succes în Turcia. În același an, Ruby a lansat cel de-al doilea disc single al său, „Get High”, în colaborare cu cântărețul spaniol Juan Magan. Piesa „Touch Me” a fost nominalizată la premiile britanice Online Music Awards din 2011, la categoria „Best Dance Act”.
În februarie 2011, Ruby a început colaborările cu HaHaHa Production, lansând piesa „Party Hard”. La începutul anului 2012, a lansat un alt disc single intitulat „Miracle of Love”. Piesa a beneficiat și de un videoclip în regia lui Iulian Moga și a intrat în clasamentul național Romanian Top 100, atingând poziția maximă cu numărul 31. În toamna lui 2012, Ruby a lansat primul disc single în limba română, „Stinge lumina”, produs de Alex Velea și HaHaHa Production. Un videoclip regizat de Radu Aldea a fost lansat deodată cu piesa. „Stinge lumina” este, până în momentul de față, cel mai de succes disc single al lui Ruby în România, atingând repede poziția maximă cu numărul 18. A fost lansată și o variantă în limba engleză a piesei, „Turn Off the Lights”, precum și un alt videoclip, realizat tot de Radu Aldea.
În 2014 lansează "De la distanță", în regia lui Lazar Cercel. Piesa are succesul scontat, iar artista câștigă aprecierea unui nou target de ascultători, cel al genului pop.
În același an lansează un nou clip, "Tu (Inima și Sufletul), tot o piesă pop, care o consolideză pe artistă în piață.
În februarie 2015 Ruby a lansat un nou videoclip, "Nu pune la suflet" în colaborare cu What's Up, produs în studiourile deMoga. Piesa care a staționat pe locul 1 timp de 6 săptămâni în Romanian Top 100 și 16 săptămâni în top 10. Totodată a strâns peste 24.000.000 de vizualizări pe Youtube.
Tot în februarie 2015, Ruby participă la reality show-ul, "Sunt celebru, scoate-mă de aici!", difuzat de PRO TV și care obține o medie a rating-ului de 12,5% și un share de 24,1 pe publicul național, iar artista ajunge în finală ieșind pe locul III.
Imediat după ce s-a întors din Africa de Sud lansează împreună cu Dorian Popa și Cătălin Moroșanu piesa, "Lasă cucu-n pace", care devine un adevărat fenomen online strângând peste 17.000.000 de vizualizări.
La sfârșitul lunii septembrie 2015, lansează un nou single alături de Dorian Popa, "Bună, ce mai zici?" piesa care reușește să strângă în doar 3 săptămâni peste 10.000.000 de vizualizări pe Youtube și să ajungă în primele 10 poziții ale Romanian Top 100.

## Viață personală
La începutul anului 2013, Ruby a declarat că este logodită cu Oxi Cristi, fost solist al trupei Zero și redactor-șef la revista Bravo, cu care avea o relație din anul 2005. În prezent este într-o relație cu Adrian Robert Grigoriță, alături de care a participat la reality-show-ul Asia Express în 2019. A participat la show-ul “Survivor”, în primul sezon, unde a fost cea de a doua eliminată. 

## Discografie

### Discuri single
| An   | Disc single                                                                         | Poziție maximă | Album                     | Note   |
| An   | Disc single                                                                         | RO             | Album                     | Note   |
| ---- | ----------------------------------------------------------------------------------- | -------------- | ------------------------- | ------ |
| 2010 | "Get High"                                                                          | —              | N/A                       |        |
| 2011 | "Party Hard"                                                                        | —              | N/A                       |        |
| 2011 | "Touch Me"                                                                          | —              | N/A                       |        |
| 2012 | "Change The World"                                                                  | —              | N/A                       |        |
| 2012 | "Miracle Of Love"                                                                   | 31             | N/A                       | [ 6 ]  |
| 2012 | "Stinge Lumina"                                                                     | 9              | N/A                       | [ 8 ]  |
| 2012 | "Turn Off The Lights"                                                               | —              | N/A                       |        |
| 2013 | "1001 De Nopți"                                                                     | —              | N/A                       |        |
| 2013 | "Toată Țara" (CRBL în colaborare cu Ruby)                                           | 49             | N/A                       | [ 13 ] |
| 2013 | "Băiat De Bani Gata" (feat. Pacha Man)                                              | 25             | N/A                       |        |
| 2013 | "Două Suflete"                                                                      | 83             | N/A                       |        |
| 2014 | "De La Distanță"                                                                    | 22             | N/A                       |        |
| 2014 | "Înghețată" (Yogi în colaborare cu Ruby & Shift)                                    | —              | N/A                       |        |
| 2014 | "Tu (Inimă Și Sufletul)"                                                            | 27             | N/A                       |        |
| 2014 | "Do It" (Claydee în colaborare cu Ruby)                                             | —              | N/A                       |        |
| 2015 | "Nu Pune La Suflet" (feat. What's Up)                                               | —              | N/A                       |        |
| 2015 | "Lasă Cucu-n Pace" (feat. Moroșanu & Dorian Popa)                                   | 29             | N/A                       |        |
| 2015 | "Bună, Ce Mai Zici?" (feat. Dorian Popa)                                            | 1              | N/A                       |        |
| 2016 | "Tată"                                                                              | —              | N/A                       |        |
| 2016 | "Urcă Și Coboară" (Shift în colaborare cu Ruby)                                     | —              | Adevărul                  |        |
| 2016 | "Nana" (Voltaj în colaborare cu Ruby & Colin)                                       | —              | N/A                       |        |
| 2016 | "Condimente" (Nosfe în colaborare cu Ruby)                                          | —              | N/A                       |        |
| 2016 | "Nu Caut Iubiri" (feat. Uzzi)                                                       | —              | N/A                       |        |
| 2017 | "Sare Pe Rană" (Dorian Popa în colaborare cu Ruby)                                  | —              | N/A                       |        |
| 2017 | "Luptătoare"                                                                        | —              | N/A                       |        |
| 2017 | "Soare Pătrat"                                                                      | —              | N/A                       |        |
| 2017 | ”Adevăr sau Minciună”                                                               | —              | N/A                       |        |
| 2017 | ”Îți mulțumesc” (A.U. în colaborare cu Ruby)                                        | —              | N/A                       |        |
| 2017 | ”A Mea” (What's Up în colaborare cu Ruby)                                           | —              | N/A                       |        |
| 2018 | ”Muzica de Bagabonți” (Shift în colaborare cu Ruby & Criss Blaziny)                 | —              | Minciuna                  |        |
| 2018 | ”Rochia mea”                                                                        | —              | N/A                       |        |
| 2018 | ”Drama” (Matteo în colaborare cu Ruby)                                              | —              | N/A                       |        |
| 2018 | ”Invizibil” (feat. Shift)                                                           | —              | N/A                       |        |
| 2019 | ”Toarna”                                                                            | —              | N/A                       |        |
| 2019 | ”Costa”                                                                             | —              | N/A                       |        |
| 2020 | ”Pe unde-ti umbla inima”                                                            | —              | N/A                       |        |
| 2020 | ”Suavemente”                                                                        | —              | N/A                       |        |
| 2020 | ”Rapido” (feat. Florin Salam & Costi Ioniță)                                        | —              | N/A                       |        |
| 2020 | ”Limonada” (feat. Shift)                                                            | —              | N/A                       |        |
| 2020 | ”PAPI” (Nosfe în colaborare cu Ruby)                                                | —              | Brazil                    |        |
| 2020 | ”Nimic" (Nane în colaborare cu Ruby)                                                |                | Nanalien (Deluxe Edition) |        |
| 2020 | ”Secret de Dormitor” (Jador în colaborare cu Ruby)                                  | —              | N/A                       |        |
| 2020 | ”Unde” (feat. Emilian)                                                              | —              | N/A                       |        |
| 2020 | ”Honey” (Horace în colaborare cu Ruby)                                              | —              | N/A                       |        |
| 2021 | ”Dale Gas” (The JointVenture în colaborare cu Ruby, Lennis Rodriguez, Hyemin)       | —              | N/A                       |        |
| 2021 | ”Bossy” (Juan Magan în colaborare cu Ruby, Florin Salam, Betty Blue & Costi Ioniță) | —              | N/A                       |        |
| 2021 | ”Te Sun Yo”                                                                         | —              | N/A                       |        |
| 2021 | ”Sevraj” (Felix în colaborare cu Ruby)                                              | —              | N/A                       |        |
| 2021 | ”Ne certăm” (feat. Lino Golden)                                                     | —              | N/A                       |        |
| 2022 | ”Carrusel” (Yasiris în colaborare cu Ruby)                                          | —              | N/A                       |        |
| 2022 | ”Maria” (DJ Sava în colaborare cu Ruby)                                             | —              | N/A                       |        |
| 2022 | ”Pericol Public”                                                                    | —              | N/A                       |        |
| 2022 | ”Oye Como Va” (DJ Sava în colaborare cu Ruby)                                       | —              | N/A                       |        |
| 2022 | ”Soare” (JO în colaborare cu Ruby)                                                  | —              | N/A                       |        |
| 2022 | ”Viciu între vicii” (feat. Alex Velea)                                              | —              | N/A                       |        |
| 2022 | ”Mișcă c*ru” (Amuly în colaborare cu Ruby)                                          | —              | Portal                    |        |
| 2023 | ”Paris”                                                                             | —              | N/A                       |        |